# Catavento (museu)
O Museu Catavento é um museu interativo, inaugurado em 2009 com o propósito de se dedicar às ciências e sua divulgação e está localizado no Palácio das Indústrias, em São Paulo, Brasil. O espaço de 12.000 metros quadrados é dividido em 4 seções: "Universo", "Vida", "Engenho" e "Sociedade" e conta com mais de 250 instalações. Voltado ao público jovem, foi fundado pelas secretarias estaduais de cultura e educação, com um investimento de 20 milhões de reais após 14 meses de construção.
Embora o museu tenha iniciado seu funcionamento em 2009, a Prefeitura de São Paulo já estava discutindo sua criação desde 2005, quando enviou o projeto de lei 469/2005 à Câmara Municipal de São Paulo para que autorizasse o executivo a instituir a Fundação Catavento. O projeto só foi aprovado e transformado na lei 14.130 em 2006, depois de um ano de tramitação e alteração do texto original pelo político Chico Macena, que defendia a criação da Fundação Catavento para criar e administrar o Museu da Criança e não apenas um centro de desenvolvimento de crianças e adolescentes.

## História

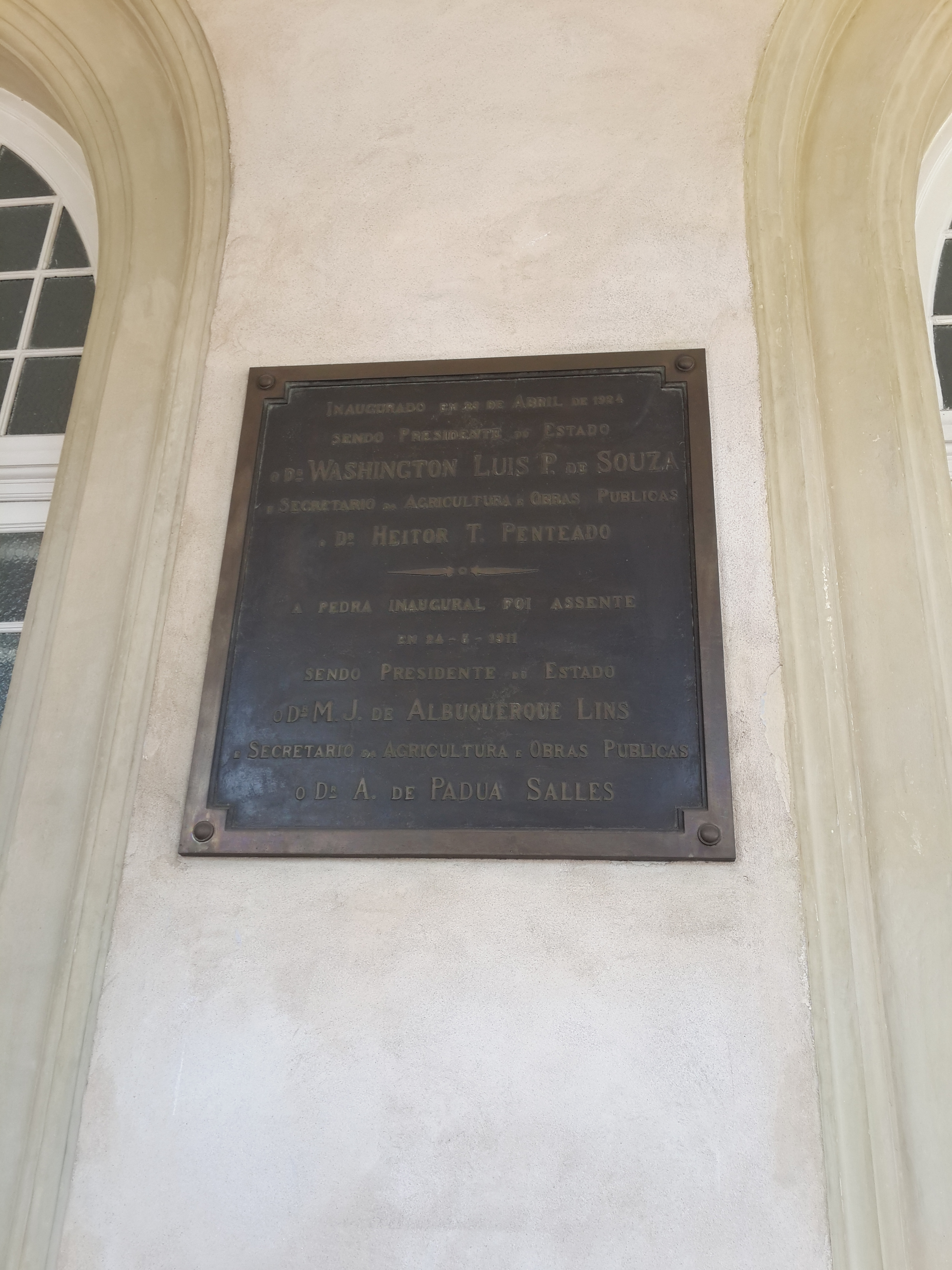
Placa de inauguração do Palácio das Indústrias.

O Palácio das Indústrias foi erguido durante a época de 1911 a 1924, período em que a cidade de São Paulo continha menos de 1 milhão de habitantes. Foi programado como Palácio das Indústrias, porém o espaço também reunia a exposição da agricultura e da pecuária. Entre 1947 e 1968, o palácio foi sede da Assembleia Legislativa de São Paulo.
Em 1992, a então prefeita Luiza Erundina, transferiu a sede do governo municipal para lá. Em 2004, depois que Marta Suplicy mudou o gabinete para o Edifício Patriarca, no Viaduto do Chá, o Palácio ficou abandonado, e as grades que cercavam o prédio foram roubadas. A região passou a ser conhecida como “Faixa de Gaza”. A inauguração do Catavento revitalizou o local. Devido ao rápido crescimento de São Paulo, o Palácio das Indústrias criado para ser Palácio de Exposições também teve outros usos como: delegacia de polícia, Assembleia legislativa, e sede da Prefeitura de São Paulo. Em 2009, o local regressou à sua finalidade original, exposições, ao acolher o Catavento Cultural e Educacional.
Os edifícios São Vito e Mercúrio, que chegaram a abrigar 800 famílias em más condições, foram esvaziados em fevereiro de 2009. Enquanto isso, a prefeitura contratou uma empresa para demolir o Viaduto Diário Popular e definiu o projeto dos pontilhões que vão ligar o Mercado Municipal ao museu. Os prédios erguidos na década de 1950 foram demolidos entre 2010 e 2011. Em 2014 ocorreu a doação da área de 9,2 mil metros quadrados, sancionada pelo ex-prefeito Fernando Haddad (PT) e foi publicada no Diário Oficial do Município em julho do mesmo ano. O projeto de lei foi aprovado na Câmara de Vereadores em junho, três anos após ser encaminhado pela Prefeitura ao Legislativo. Originalmente, a medida fez parte de um plano de revitalização da região central da capital, incluindo a requalificação do Parque D. Pedro II. O terreno foi cedido ao SESC.

### Estado atual
O Museu recebeu duas novidades no dia 17 de fevereiro. A Instituição inaugurou uma nova sala, a Dinos do Brasil, além de restaurar a fachada histórica. A obra foi concluída no ano que se completa cem anos desde a primeira exposição realizada no Palácio das Indústrias.
O Museu Catavento inaugurou em fevereiro de 2017 a "Sala Dinos do Brasil", que com a ajuda de óculos de realidade virtual, conduz o visitante a uma viagem aos períodos Triássico e Cretáceo do Brasil, com os dinossauros que habitavam este território. Segundo o paleontólogo Luiz Anelli, o território já teve desertos e dinossauros que se espalharam por várias regiões como Minas Gerais, Rio Grande do Sul, Mato Grosso e São Paulo. Destaque para os dinossauros que habitavam o Triângulo Mineiro, eram herbívoros e tinham aproximadamente 15 metros de altura os Uberaba titãs e o Abelissauro que era carnívoro e selvagem. Para refazer digitalmente os locais onde os dinossauros habitavam e simular alguns comportamentos que possuiam, o museu contou com a consultoria de Luiz Eduardo Anelli, professor de paleontologia do Instituto de Geociências da Universidade de São Paulo (IGC-USP), e com a reconstrução dos dinossauros, feita pelo paleoartista Rodolfo Nogueira.
Iniciado em junho de 2016, o restauro da fachada do Catavento teve investimento de R$ 1,2 milhão disponibilizado pelo Fundo de Interesses Difusos (FID). Foram recuperados cerca de 70 elementos arquitetônicos, entre janelas, pilastras, esculturas e o sino da torre.

## Estrutura

### Arquitetura

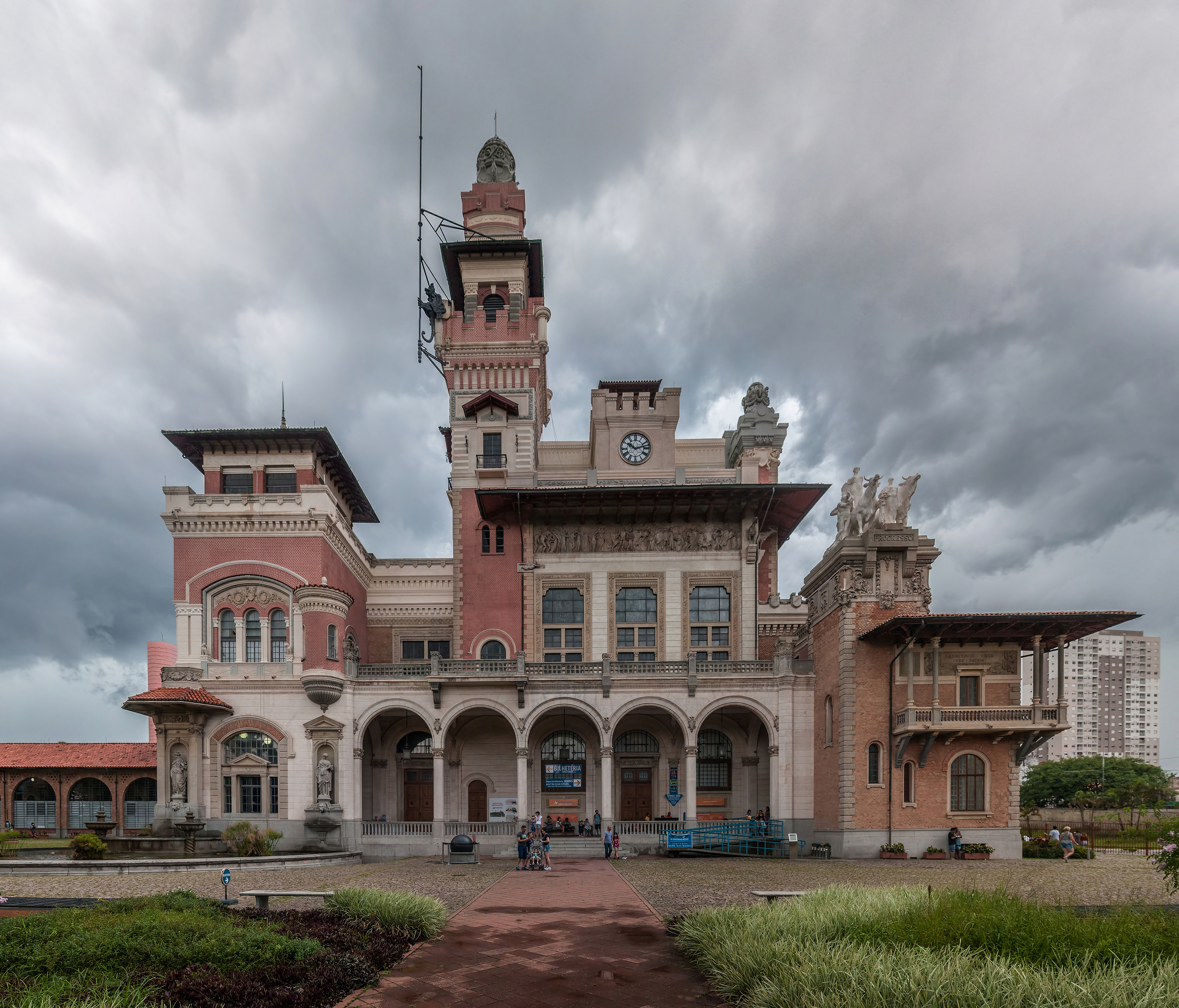
Palácio das Indústrias

Edificado pelo Escritório de Ramos de Azevedo, encarregado também pelo Theatro Municipal, sua arquitetura exibe uma estrutura metálica importada no seu prédio principal. Faz uso de tijolo aparente como principal acabamento e tem inúmeros elementos decorativos, alguns ligados à produção, como touros, e outros não, como cachorros, e seteiras em vários cumes da murada, jardim circundante ao prédio principal e anexos e os três andares da construção que ocupa o centro do terreno: porão, térreo e andar superior. O arquiteto foi Domiziano Rossi. O complexo apresenta semelhanças com o Castello Mackenzie, um palacete localizado em Gênova, na Itália.

### Área externa

#### Pátio externo
A parte externa do museu conta também com inúmeros objetos expostos. Há réplicas de carruagens, peças de engenhos antigos, vagões de trem, locomotivas e um avião antigo. Além disso algumas peças bélicas, como canhões de artilharia antiaérea também estão expostos. Conta com uma grande fonte com peixes vivos, um borboletário e muitas árvores. Na frente entrada do museu há uma esfera de granito rolante.
No pátio do museu, encontra-se um avião modelo DC-3 (prefixo PT-KUB), fabricado em 1936 pela Douglas Aircraft Company. Foi utilizado como cargueiro militar na Segunda Guerra Mundial, sendo posteriormente adquirido pela VASP e adaptado para a versão civil. Transportou passageiros e cargas na ponte área Rio-São Paulo até 1972. Em 1974, a VASP doou a aeronave  ao Projeto Rondon. Em 1979, ele foi restaurado pela Aeronáutica e doado ao Museu da Tecnologia de São Paulo. Para equipá-lo foram utilizados peças e componentes de 3 outras aeronaves, que se encontravam no Campo dos Afonsos, no Rio de Janeiro. Em 2011, após o encerramento das atividades do Museu, seu acervo foi transferido para o Museu Catavento.

#### Pátio interno
Em julho de 2015 o Museu inaugurou uma estrutura de ferro que abriga diferentes espécies de borboletas, como a borboleta-coruja. Mais de 20 variedades de plantas específicas para cada espécie de borboleta compõem o espaço e vão fazer com que as borboletas se sintam mais próximas da natureza. Os animais vieram do borboletário Laerte Brittes de Oliveiras, em Diadema, no ABC Paulista. No borboletério os visitantes conhecem as diferentes fases de desenvolvimento das borboletas.

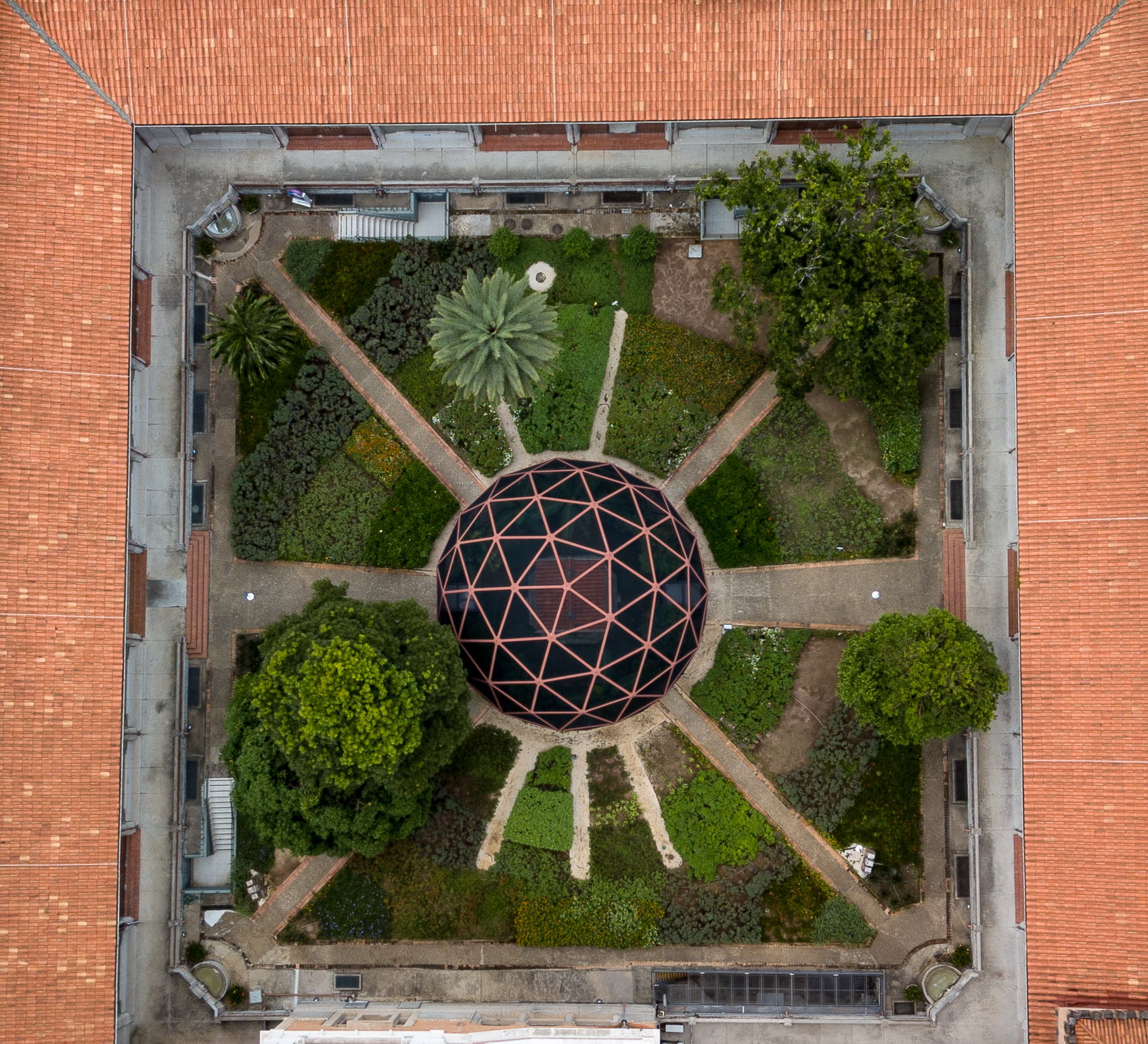
Vista aérea do Borboletário

### Acervo

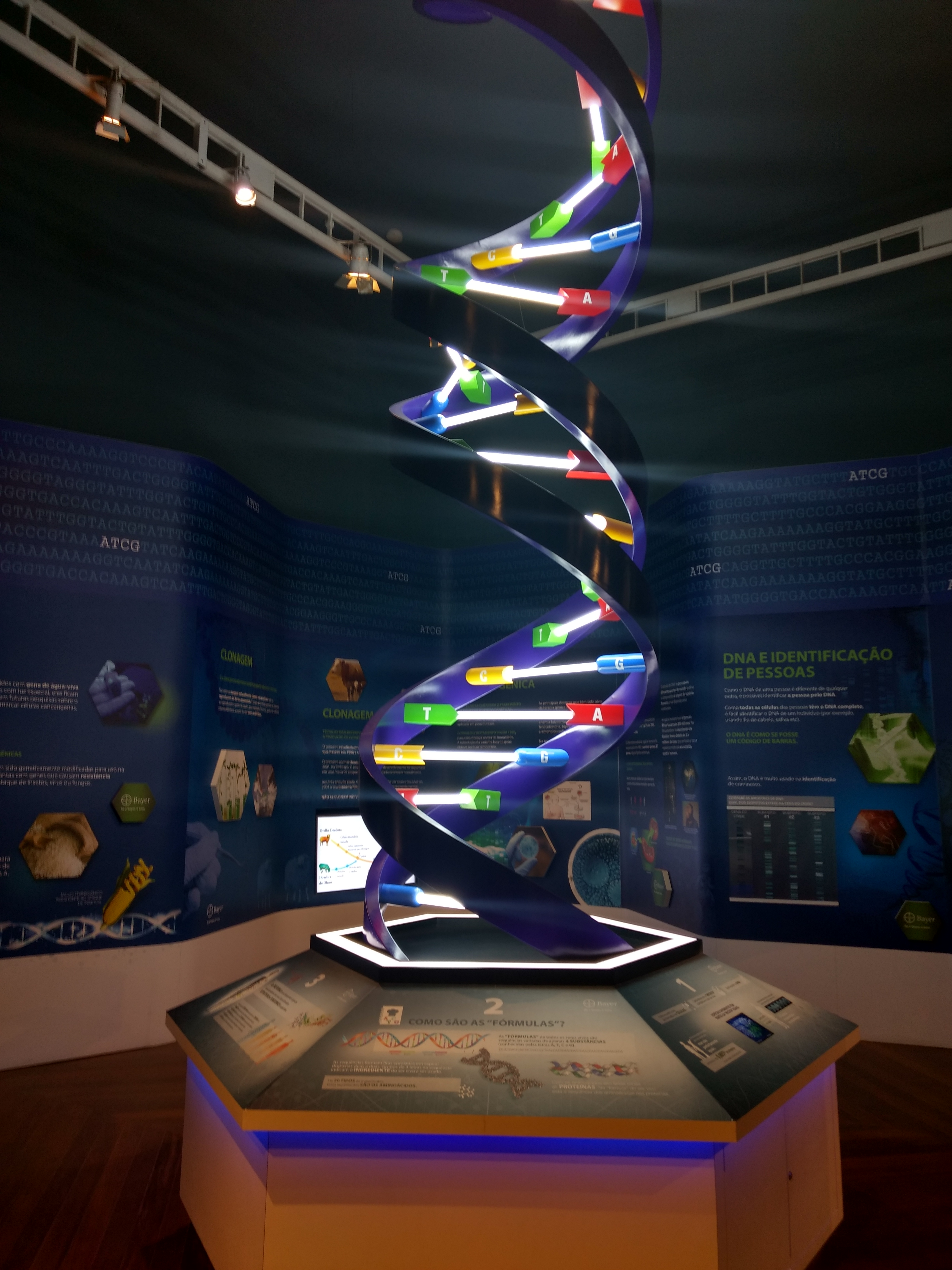
Estrutura do DNA.

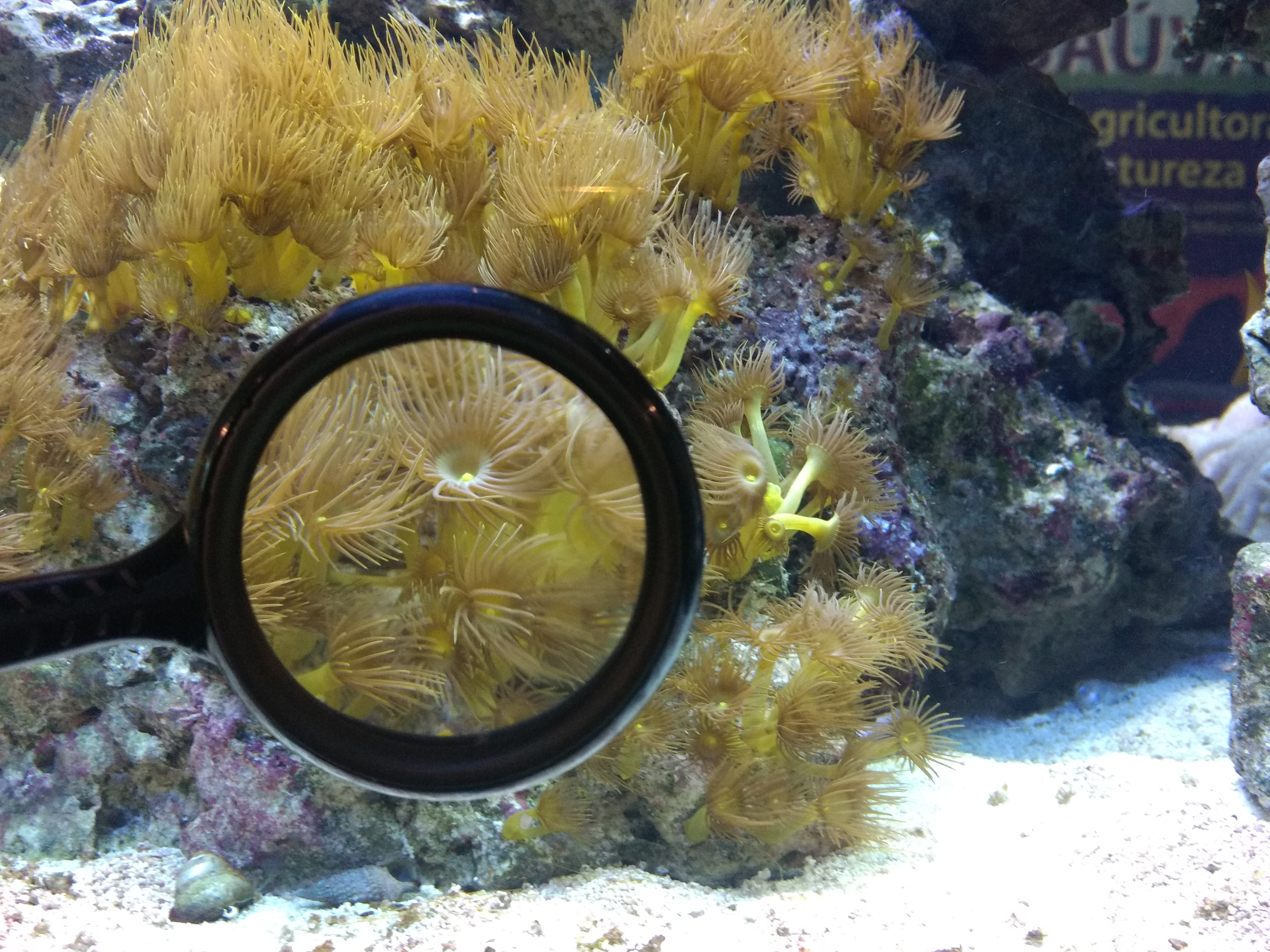
Um dos aquários do museu.

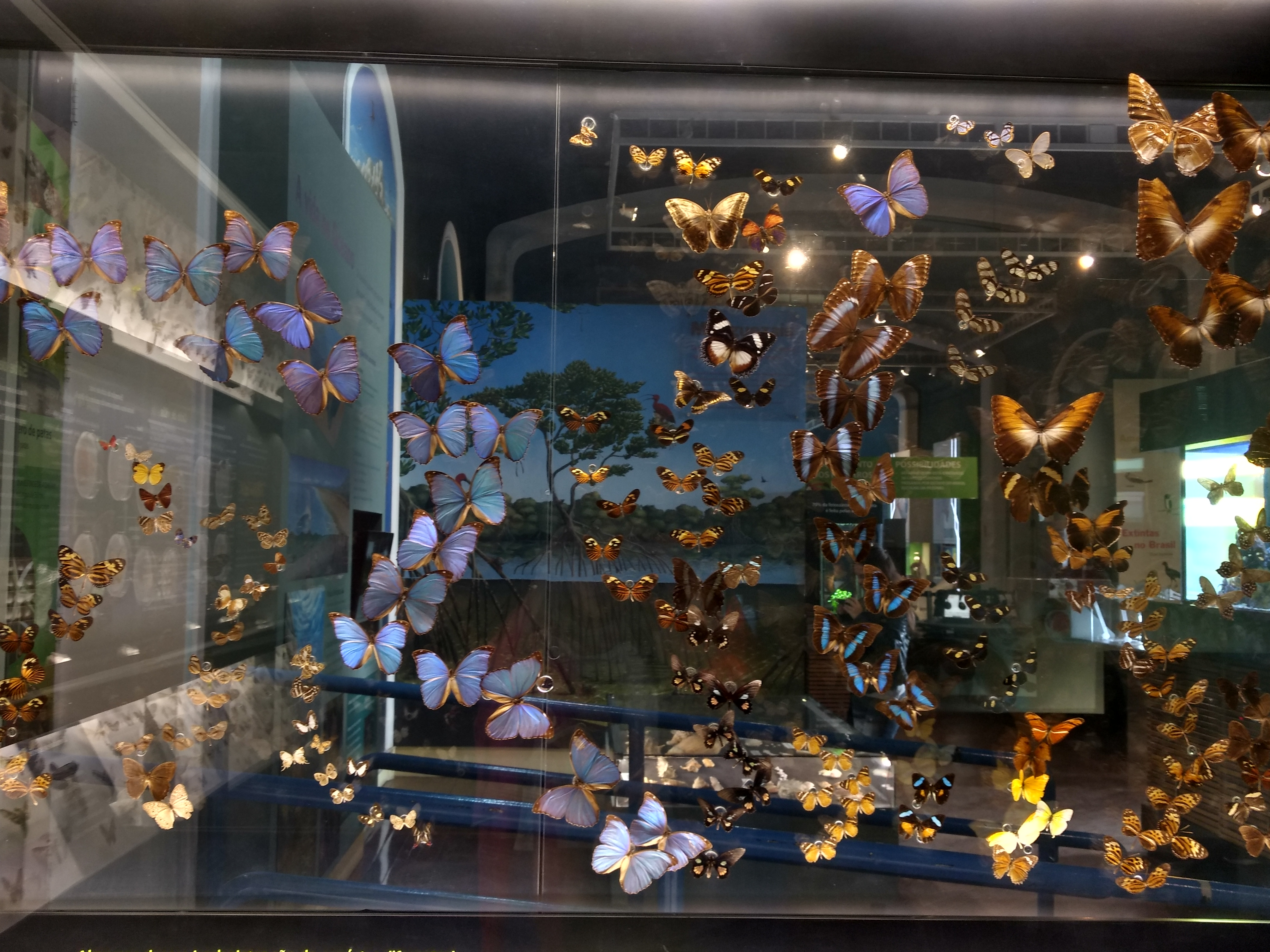
Borboletário.

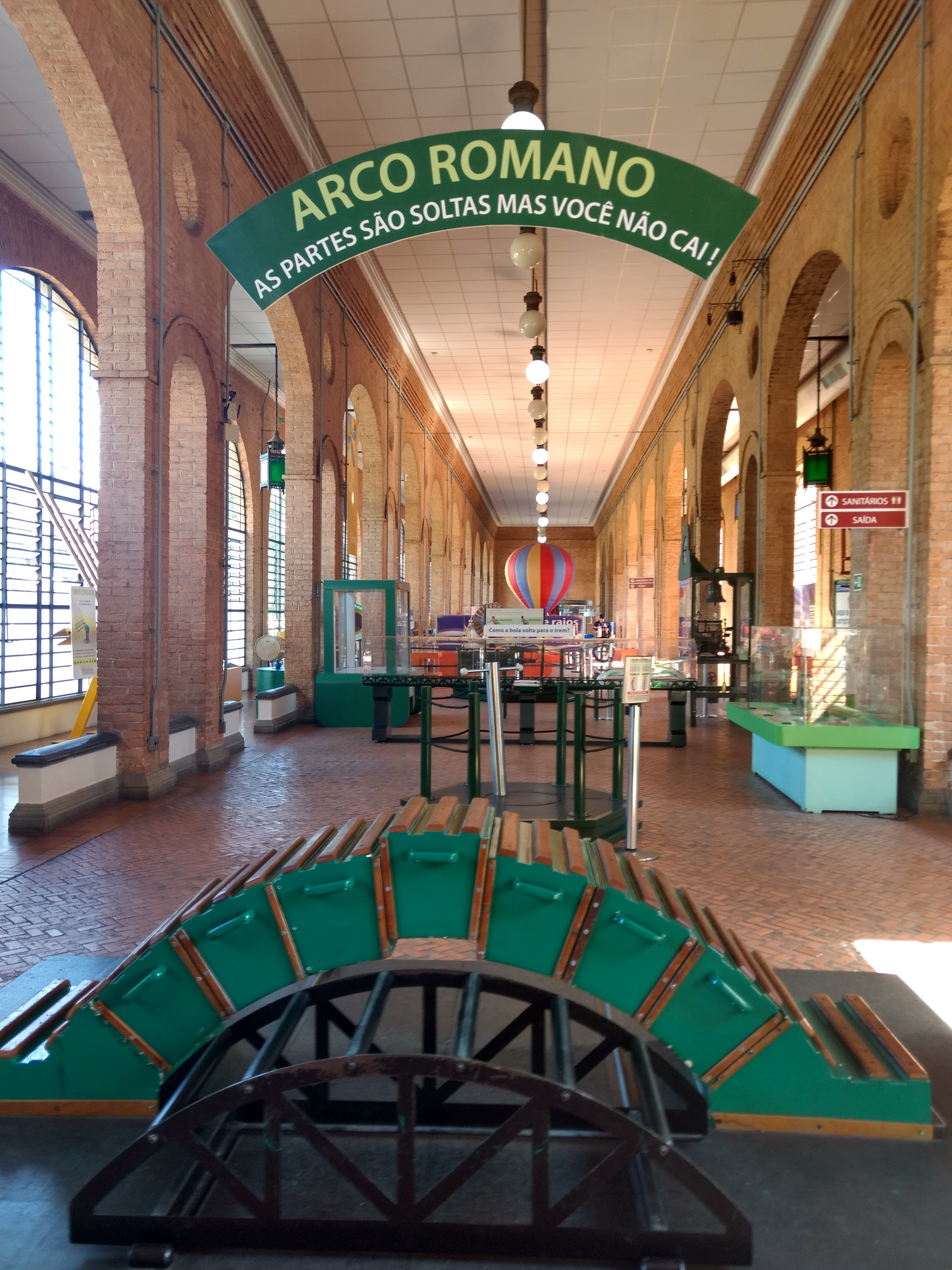
Arco romano na seção "Engenho"

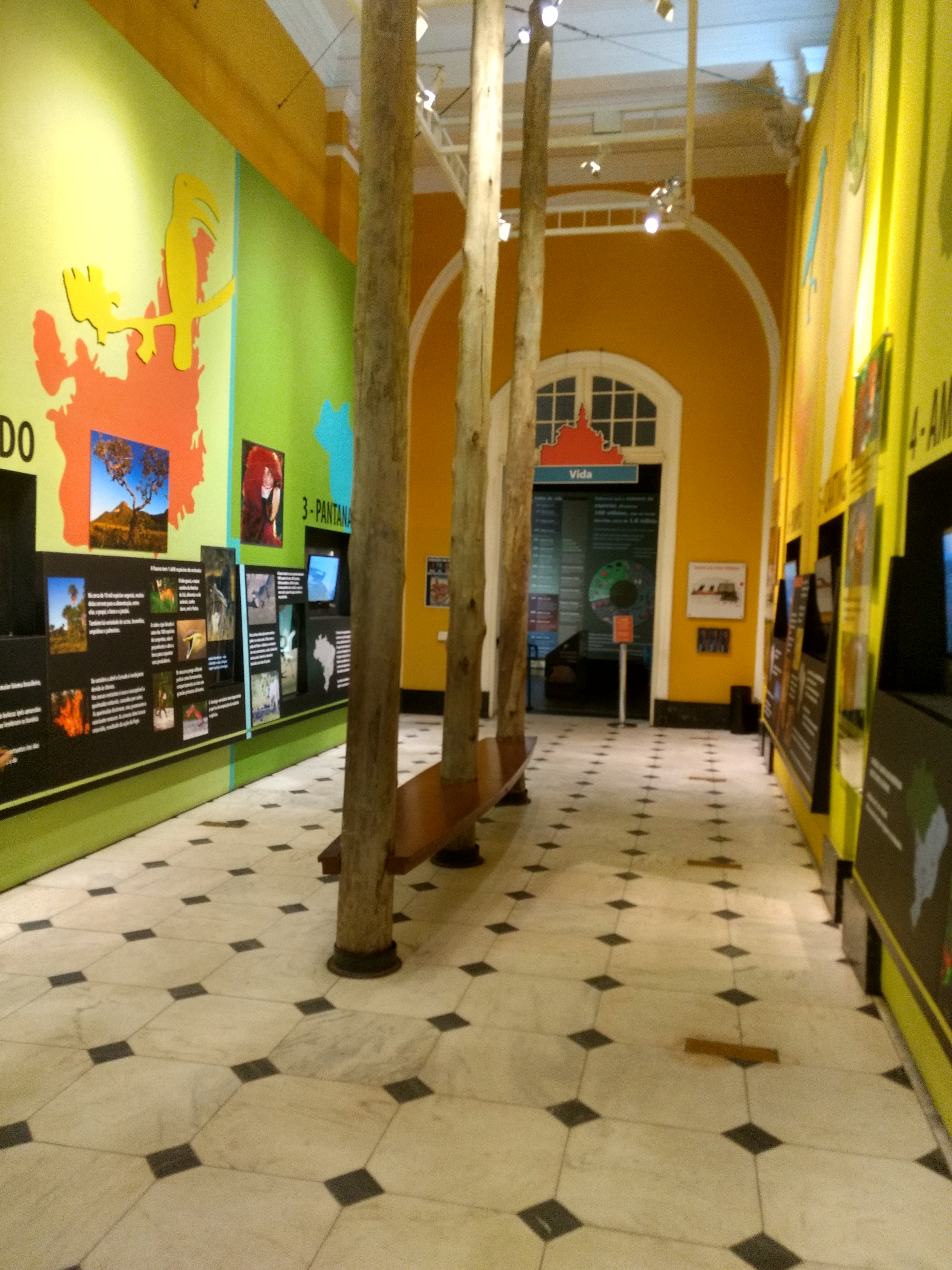
"Aves do Brasil" na seção "Vida".

O acervo exposto contém mais de 250 instalações, sendo 187 de propriedade da Fundação Museu de Tecnologia de São Paulo. As exposições são distribuídas em quatro seções, a saber: Universo, Vida, Engenho e Sociedade.
A seção "Universo" possui inúmeros painéis expositivos que representam o conhecimento do espaço tal como é conhecido atualmente pela humanidade. A interação é feita através de filmes didáticos incorporados a painéis pintados ou em relevo, outras construções artísticas que expõem o núcleo do sol e da terra e fornecem informações sobre a atuação desses astros. As obras expõem assuntos de sistema solar, geologia, viagem espacial, paisagens e relevos terrestres, contando com ferramentas audiovisuais e um meteorito real.
A seção "Engenho" é dedicada à engenhosidade humana, acumula um conjunto de obras interativas rico e diversificado, permitindo ao público uma proximidade interativa que faz despertar ainda mais a curiosidade inata dos seres humanos. Os aparatos culturais na totalidade são interativos e possuem, cada qual, uma função específica de conhecimento associada a determinado campo da física: mecânica, ótica, ondulatória, termodinâmica e eletromagnetismo.
Na seção "Sociedade" o primeiro assunto abordado é o meio ambiente e a sustentabilidade. É possível assistir o passeio virtual em 3D pelo Rio de Janeiro e conferir alguns dos animais ameaçados nos painéis espalhados pelo lugar. O espaço de Nanotecnologia, com games relacionados ao tema também é uma boa pedida. Os monitores conduzem uma verdadeira jornada pelos novos achados da robótica atual. Diferentemente da seção anterior, quem conduz a maioria das grandes atrações neste espaço são os monitores. O espaço de experimentos químicos, o game show com perguntas sobre história e a pista de escalada com intervenções de grandes pensadores merecem atenção nesta seção. E, se os visitantes forem maiores de 13 anos, o passeio pode ficar completo com uma volta pela sala Prevenção, que alerta para os perigos das drogas e também a palestra interativa que ilustra os riscos das relações sexuais sem segurança. Discute aborto, mostra os males do consumo de álcool e drogas e permite avaliar decisões históricas, como o lançamento de bombas atômicas no Japão pelos EUA, na Segunda Guerra.
A seção "Vida" exibe diversos blocos:
- Biomas: está localizado na entrada da Seção Vida, neste local se encontra painéis de texto, vídeos e imagens sobre os 6 biomas que compõem o Brasil : Mata Atlântica, Cerrado, Caatinga,Floresta Amazonica, pantanal e Pampa.[16]
- Árvore da vida: retrata o tema da gênese comum da vida e da classificação biológica, exprime os principais grupos da sistemática.[16]
- Insetos: organizado em três grupos de animais bicho-pau (um viveiro contendo bichos-pau vivos e textos salientando o privilégio da camuflagem que a estrutura e forma do corpo deles); formiga (que conta com um modelo de formiga aumentado 100 vezes, ao lado de um painel retratando o núcleo de um formigueiro e conta também com um recurso audiovisual, um vídeo de alguns minutos que mostra o preenchimento de um formigueiro abandonado com cimento) e borboletas (um mostruário com exemplares de borboletas e mariposas reais (empalhadas), com informações de algumas espécies, contém também textos sobre mimetismo, do ciclo de vida das borboletas e mariposas e alguns dados sobre o bicho-da-seda).[16]
- Vida no Oceano: apresenta um painel pintado na parede com exemplos da diversidade de animais marinhos, com aves e mamíferos. Contamk com uma vitrine com exemplares de conchas, os nomes dos grupos de moluscos às quais pertencem, e mais algumas informações, como a indicação de uma das maiores conchas do mundo.[16]
- Aquários Marinhos: o aquário grande se encontra no centro do espaço de circulação dos visitantes, nele estão localizados espécimes vivos de peixes e invertebrados tropicais. Contém exemplares de peixe-palhaço e da anêmona, essas duas espécies mantêm uma relação de Mutualismo (biologia). Ao redor dos aquários lupas são disponibilizadas para os visitantes observarem os animais mais detalhadamente. O aquário pequeno tem menos espécies e fica ao lado do bloco " Do Veneno ao Remédio". Este aquário conta com uma moreia, há também um peixe-leão, espécime venenoso, entre outros.[16]
- Fotossíntese: mostra os anéis de crescimento das árvores e exibe algumas explicações textuais dispostas em placas ao redor dos troncos, é explicado que o número de anéis equivale a idade das árvores.[16]
- Do Veneno ao Remédio: um painel disposto na parede, mostra com textos e figuras ilustrativas, a importância do veneno para os animais e a possível produção de remédios proveniente destes venenos. A "bancada de observação" contém uma mesa com placas exibindo animais como escorpiões, aranhas e sapos, que podem ser observados em maiores detalhes com a utilização de lupas. Possui também um painel de texto sobre vertebrados. Há também um armário de madeira com portas de vidro, que conta com cobras e lagartos taxidermizados, incluindo uma serpente exibida em posição de predação de um rato.[16]
- Aves do Brasil: nas paredes é exibida uma imagem com o nome científico e comum de várias espécies de pássaros brasileiros. Na parte central da seção "Vida", há mesas com computadores e fones de ouvidos em que o público consegue ouvir diferentes cantos de aves.[16]
- Evolução e Darwin: tem modelos de crânios de espécies ancestrais de hominídeos, com textos informativos contendo nome científico, em que época viveu e da espécie humana contemporânea, seguindo uma ordem cronológica. Há também um painel de textos com dados sobre a vida e o trabalho do pesquisador Charles Darwin, que consagrou a Teoria da evolução das espécies, um modelo em tamanho real de um exemplar do extinto tigre-dente-de-sabre, um palanque com um mostruário eletrônico e interativo que possibilita realizar um exercício sobre seleção natural, uma disposição de figuras de diversos animais indicando quais são os vertebrados e uma mostra com modelos de esqueletos dos membros superiores de diversas espécies animais, mostrando a semelhança dos ossos apesar das diferentes funções que podem exercer.[16]
- Corpo humano: o acervo deste bloco foi produzido pela Faculdade de Medicina da Universidade de São Paulo. São exibidos em dois locais distintos dentro da seção "Vida". Primeiramente, com os equipamentos de reprodução humana, circulação, respiração, digestão e cérebro estão inclusos em uma sala de dois andares integrada ao salão principal da exposição. Os outros equipamentos estão organizados por divisórias no salão principal e o bloco é nomeado de "Homem Virtual". Oferece informações sobre os músculos, ossos, peles, visão e audição.[16]
- Célula e DNA: conta com um modelo do interior de uma célula, com seus componentes (organelas, membrana e núcleo), além de uma estrutura de cerca de 2 metros de altura, simula a estrutura de um DNA, textos e conta com representações de vírus e um grande painel que traz dados sobre o processo de fabricação de vacinas.[16]